# Javaranahalli, Nagamangala
Javaranahalli là một làng thuộc tehsil Nagamangala, huyện Mandya, bang Karnataka, Ấn Độ.